# Liechtenstein op de Olympische Winterspelen 2014
Liechtenstein was een van de landen die deelnam aan de Olympische Winterspelen 2014 in Sotsji, Rusland.
Van de vier aangemelde deelnemers kwamen op deze editie van de  Winterspelen drie olympiërs in wedstrijdverband uit. De vierde, Tina Weirather, startte op geen enkel onderdeel vanwege een in de training van de afdaling opgelopen blessure. Weirather nam eerder wel in 2006 deel aan de Spelen. Ook voor Marina Nigg was het haar tweede deelname, zij kwam in 2010 in actie.

## Deelnemers en resultaten
(m) = mannen, (v) = vrouwen 

### Alpineskiën
| Olympiër       | Onderdeel        | Resultaat | Prestatie                                                          |
| -------------- | ---------------- | --------- | ------------------------------------------------------------------ |
| Marco Pfiffner | reuzenslalom (m) | 42e       | Totaal: 2.56,72 (+11,43) run 1: 1.27,64 (46e) run 2: 1.29,08 (44e) |
| Marco Pfiffner | slalom (m)       | 24e       | Totaal: 1.55,48 (+13,64) run 1: 1.53,46 (47e) run 2: 1.02,02 (26e) |
|                |                  |           |                                                                    |
| Marina Nigg    | slalom (v)       | 21e       | Totaal: 1.50,64 run 1: 57,47 (27e) run 2: 53,17 (18e)              |
| Tina Weirather | afdaling (v)     |           | DNS                                                                |
| Tina Weirather | super g (v)      |           | DNS                                                                |

### Langlaufen
| Olympiër     | Onderdeel          | Resultaat | Prestatie                                                                      |
| ------------ | ------------------ | --------- | ------------------------------------------------------------------------------ |
| Philipp Hälg | 15 km klassiek (m) | 27e       | 40.51,5 (+2.11,8)                                                              |
| Philipp Hälg | 30 km skiatlon (m) | 43e       | 1:12.47,8 (+4.32,4) klassieke stijl: 37.51,8 (44e); vrije stijl: 34.22,7 (41e) |